# Kosinjski most
Kosinjski most kameni je most preko rijeke Like koji spaja Gornji i Donji Kosinj. Projektirao ga je oko 1925. godine, projektant Milivoj Frković, a gradila ga je građevinska tvrtka Josipa Slavca iz Slovenije. Izgrađen je po uzoru na starohrvatsku mostogradnju, tehnikom uklinjenja kamena.  Most je jedinstven i po otvorima u lukovima koji imaju funkciju rasterećenja vodnog vala pri udaru na most.
Gradnja mosta započela je 1929., a u prosincu 1936. pušten je u promet. Dužina mosta s upornjacima iznosi 70 metara, a širina između kamenih parapeta 5,5 metara.

## Zaštita
Godine 2009. uvršten je u zaštićene građevinske posebnosti Europe.
Pod oznakom Z-3950 zaveden je kao nepokretno kulturno dobro - pojedinačno, pravna statusa zaštićena kulturnog dobra, klasificirano kao "komunalna i tehnička građevina".

## Galerija
- Kosinjski most
- Kratka povijest mosta na tabli u Kosinju.
- Pogled na most. Dvije okrugle rupe na mostu imaju namjenu da propuste vodu, kako ne bi došlo do rušenja mosta
- Rijeka Lika i most

## Vanjske poveznice
- Arhivirana stranica na web.archive.org izvorne stranice http://demo.ctk-rijeka.hr/Kosinj/images/kosinj.jpg